# Odontobius ceti
Odontobius ceti är en rundmaskart som beskrevs av Roussel De Vanzeme 1934. Odontobius ceti ingår i släktet Odontobius och familjen Monhysteridae. Inga underarter finns listade i Catalogue of Life.